# Kraglievichia paranense
La kraglievichia (Kraglievichia paranense) è un mammifero cingolato estinto, appartenente ai pampateri. Visse tra il Miocene superiore e il Pliocene inferiore (circa 9 - 4 milioni di anni fa) e i suoi resti fossili sono stati ritrovati in Sudamerica.

## Descrizione
Questo animale doveva assomigliare a un gigantesco armadillo, e le dimensioni corporee dovevano essere forse paragonabili o superiori a quelle dell'attuale armadillo gigante (Priodontes maximus); il solo cranio era lungo circa 18 centimetri. Come in tutti gli animali simili (i pampateri), la struttura della corazza di Kraglievichia non permetteva all'animale di appallottolarsi come invece avviene nella maggior parte degli armadilli. Kraglievichia era caratterizzato dalla presenza di quattro denti superiori e tre denti inferiori a sezione ovale (caratteristica che lo differenziava dall'assai simile, ma più piccolo, Vassallia). Le placche del carapace, inoltre, erano dotate di una zona assiale elevata, sottolineata da due depressioni laterali longitudinali.

## Classificazione
Il genere Kraglievichia venne istituito da Castellanos nel 1927, per accogliere una specie di cingolato fossile nota fin dal 1883 e descritta inizialmente da Florentino Ameghino. La specie tipo, Kraglievichia paranense, è anche l'unica attribuita a questo genere, ed è nota sia in Argentina che in Uruguay. Alcuni osteodermi isolati, dalla morfologia simile a quella di Kraglievichia ma che richiamano anche quella di Pampatherium, sono stati descritti da Castellanos con il nome di Plaina intermedia; è probabile, però, che questi fossili siano a tutti gli effetti da attribuire a Kraglievichia.
Kraglievichia è un rappresentante dei pampateri, un gruppo di mammiferi cingolati molto simili ad armadilli e strettamente imparentati con essi. Kraglievichia sembrerebbe essere un membro relativamente derivato del gruppo, forse ancestrale ai generi Holmesina e Pampatherium del Pleistocene. 